# Jonathan Strange & Mr Norrell (minisérie)
Jonathan Strange & Mr Norrell je britský televizní seriál natočený režisérem Toby Haynesem na motivy stejnojmenné knižní předlohy britské spisovatelky Susanny Clarkové. Premiérový díl této sedmidílné minisérie byl na BBC One odvysílán 17. května 2015, poslední 28. června 2015. Hlavní role seriálu ztvárnili herci Bertie Carvel, Eddie Marsan a Marc Warren.

## Děj
Stejně jako knižní předloha je i seriál zasazen do prostředí Anglie v průběhu napoleonských válek. Mágové Jonathan Strange a Gilbert Norrell se na počátku 19. století pokoušejí vzkřísit upadlou anglickou magii. O užitečnosti magie přesvědčí britské ministry pan Norrell, který s pomocí elfa, označovaného pouze jako Gentleman s vlasy jako chmýří bodláčí, oživí zesnulou choť sira Waltera Polea, Emmu. Elf však Gilberta Norrella podvede a výměnou za život získá kontrolu nad duší mladé ženy. Když pak Gentleman očaruje také duše Poleova sluhy Stephena Blacka a Strangeovy manželky Arabelly, jsou rozhádaní mágové donuceni ke spojení svých sil.

## Obsazení
| Jonathan Strange                      | Bertie Carvel    |
| Gilbert Norrell                       | Eddie Marsan     |
| Gentleman s vlasy jako chmýří bodláčí | Marc Warren      |
| Stephen Black                         | Ariyon Bakare    |
| Arabella Strangeová                   | Charlotte Riley  |
| Emma Pole                             | Alice Englert    |
| Sir Walter Pole                       | Samuel West      |
| John Childermass                      | Enzo Cilenti     |
| Vinculus                              | Paul Kaye        |
| John Segundus                         | Edward Hogg      |
| Christopher Drawlight                 | Vincent Franklin |
| Henry Lascelles                       | John Heffernan   |
| Pan Honeyfoot                         | Brian Pettifer   |

## Seznam dílů
| Č. v seriálu | Původní název                 | Režie       | Peter Harness | Premiéra ve Spojeném království |
| ------------ | ----------------------------- | ----------- | ------------- | ------------------------------- |
| 1            | The Friends of English Magic  | Toby Haynes | Peter Harness | 17. května 2015                 |
| 2            | How Is Lady Pole?             | Toby Haynes | Peter Harness | 24. května 2015                 |
| 3            | The Education of a Magicia    | Toby Haynes | Peter Harness | 31. května 2015                 |
| 4            | All the Mirrors of the Worl   | Toby Haynes | Peter Harness | 7. června 2015                  |
| 5            | Arabella                      | Toby Haynes | Peter Harness | 14. června 2015                 |
| 6            | The Black Tower               | Toby Haynes | Peter Harness | 21. června 2015                 |
| 7            | Jonathan Strange & Mr Norrell | Toby Haynes | Peter Harness | 28. června 2015                 |